# Sport Clube Beira-Mar 2011-2012
Questa voce raccoglie le informazioni riguardanti lo Sport Clube Beira-Mar nelle competizioni ufficiali della stagione 2011-2012.

## Rosa
| N. |                          | Ruolo | Calciatore      |
| -- | ------------------------ | ----- | --------------- |
| 1  | Brasile (bandiera)       | P     | Paes            |
| 2  | Portogallo (bandiera)    | D     | Bura            |
| 3  | Portogallo (bandiera)    | D     | Vasco Fernandes |
| 4  | Francia (bandiera)       | D     | Yohan Tavares   |
| 5  | Portogallo (bandiera)    | D     | Hugo            |
| 6  | Portogallo (bandiera)    | C     | Nuno Coelho     |
| 7  | Portogallo (bandiera)    | A     | Artur Moreira   |
| 9  | Portogallo (bandiera)    | A     | Élio            |
| 10 | Brasile (bandiera)       | C     | Cristiano       |
| 12 | Guinea-Bissau (bandiera) | P     | Jonas Mendes    |
| 14 | Portogallo (bandiera)    | D     | Jaime Simões    |
| 15 | Francia (bandiera)       | D     | Atila Turan     |
| 16 | Brasile (bandiera)       | D     | Nildo Petrolina |

| N. |                               | Ruolo | Calciatore      |
| -- | ----------------------------- | ----- | --------------- |
| 18 | Portogallo (bandiera)         | D     | Pedro Moreira   |
| 19 | Portogallo (bandiera)         | C     | Tiago Barros    |
| 20 | Portogallo (bandiera)         | D     | André Marques   |
| 21 | Guinea Equatoriale (bandiera) | C     | Javier Balboa   |
| 22 | Guinea-Bissau (bandiera)      | D     | Édson           |
| 23 | Portogallo (bandiera)         | D     | Joãozinho       |
| 24 | Portogallo (bandiera)         | P     | Rui Rêgo        |
| 25 | Brasile (bandiera)            | A     | Dudu            |
| 27 | Portogallo (bandiera)         | C     | Ricardo Dias    |
| 28 | Cina (bandiera)               | A     | Zhang Chengdong |
| 29 | Brasile (bandiera)            | A     | Douglas         |
| 30 | Portogallo (bandiera)         | A     | Serginho        |
|    | Portogallo (bandiera)         | D     | Pedro Moreira   |